# 에즈촌
에즈촌(画津村)은 일본 구마모토현 호타쿠군에 설치되었던 촌이다. 현재의 구마모토시 히가시구의 일부에 해당한다.